# Гералд Ваненбург
Гералд Ваненбург (хол. Gerald Vanenburg; Утрехт, 5. март 1964) бивши је холандски фудбалер.

## Каријера
Током каријере је играо за Ајакс, ПСВ Ајндховен, Минхен 1860 и многе друге клубове.

## Репрезентација
За репрезентацију Холандије дебитовао је 1982. године. Наступао је на Светском првенству (1990) с холандском селекцијом. За тај тим је одиграо 42 утакмице и постигао 1 гол.

## Статистика
| Холандија | Холандија | Холандија |
| Година    | Наступи   | Голови    |
| --------- | --------- | --------- |
| 1982.     | 4         | 0         |
| 1983.     | 5         | 1         |
| 1984.     | 0         | 0         |
| 1985.     | 0         | 0         |
| 1986.     | 4         | 0         |
| 1987.     | 7         | 0         |
| 1988.     | 10        | 0         |
| 1989.     | 4         | 0         |
| 1990.     | 6         | 0         |
| 1991.     | 1         | 0         |
| 1992.     | 1         | 0         |
| Укупно    | 42        | 1         |